# Che botte ragazzi!
Pour plus de détails, voir Fiche technique et Distribution.
Che botte ragazzi! ou Il ritorno di Shanghai Joe (allemand : Zwei durch dick und dünn) est un western spaghetti ouest-germano-italien réalisé par Bitto Albertini et sorti en 1975.
Les titres originaux portent quelque ressemblances avec la comédie policière Che notte ragazzi! (1966) ou le western Shanghaï Joe (1973). Che botte ragazzi! est parfois présenté comme une suite de ce dernier film, dans lequel joue également Klaus Kinski, mais dans un autre rôle.

## Synopsis
Le guérisseur Bill Cannon donne refuge au bandit Pedro Gomez, qui est blessé par les hommes de Barnes. Avant de mourir, Gomez suggère à Cannon de ramener son corps pour toucher la prime. Bill est ensuite dévalisé par les hommes de Barnes, mais ils sont arrêtés par un combat de kung-fu mené par le Chinois Shanghaï Joe. Cannon vole son cheval, mais Joe le suit et le convainc qu'ils devraient fraterniser.
En ville, Joe aide Cannon au jeu et force un barman à avaler des dés truqués. Cannon aide Joe lors d'une embuscade tendue par les hommes de Barnes, puis l'aide à s'échapper lorsqu'il doit être lynché sur la base d'une fausse accusation. Ils obtiennent le soutien du juge. Les deux hommes attaquent le ranch de Barnes et ce dernier se fait tuer par Cannon lors d'un combat au sommet d'une falaise.
Lorsqu'il est révélé que Joe est un agent fédéral, Cannon quitte d'abord les lieux, dégoûté, mais il revient et ils s'en vont ensemble.

## Fiche technique
- Titre original italien  : Che botte, ragazzi![2] ou Il ritorno di Shanghai Joe
- Titre allemand : Zwei durch dick und dünn[3]
- Réalisateur : Bitto Albertini
- Scénario : Mariano Caiano, Luigi Russo, Bitto Albertini, Carlo Alberto Alfieri
- Photographie : Pier Luigi Santi
- Montage : Fausto Ulisse
- Musique : Mauro Chiari
- Décors : Riccardo Domenici (it)
- Costumes : Orietta Nasalli Rocca
- Maquillage : Alberto Travaglini
- Production : Ennio Onorati, Gerd Scheede
- Société de production : C.B.A. Produttori e Distributori Associati, Divina-Film
- Pays de production :  Italie -  Allemagne de l'Ouest
- Langue originale : italien
- Format : Couleur par Telecolor - 2,35:1 - Son mono
- Durée : 87 minutes
- Genre : Western spaghetti
- Dates de sortie :
  - Italie : 28 février 1975
  - Allemagne de l'Ouest : 27 mai 1977

## Distribution
- Klaus Kinski : Pat Barnes
- Cheen Lie : Shanghai Joe
- Karin Field : Carol Finney
- Tommy Polgár : Bill Cannon
- Tom Felleghy : Juge Finney
- Claudio Giorgi : Manuel
- Paolo Casella : Complice de Barnes
- Fortunato Arena : Shérif Wilson
- Consalvo Dell'Arti : le père de Manuel
- Attilio Dottesio : le vieil homme mexicain
- Renato Malavasi : le pianiste du saloon
- Dante Cleri : le croupier
- Roberto Dell'Acqua : un cow-boy

## Accueil critique
Thomas Weisser, auteur d'un livre sur les westerns spaghetti, a déclaré que Klaus Kinski avait offert une « prestation étonnamment digne », mais que le film avait été principalement tourné pour rire et avait perdu le ton du film original, et qu'il était « presque aussi pitoyable que Winchester, Kung-fu et Karaté ».